# Cabra blanca
La cabra blanca (Oreamnos americanus) és un gran mamífer que es troba només a Nord-amèrica. Viuen a altituds elevades i sovint descansen en penyasegats als quals els depredadors no poden arribar.